# 中华人民共和国种子法
《中华人民共和国种子法》为中华人民共和国规范种子的选育、生产、经营、使用的全国性法律，于2000年7月8日由第9届全国人民代表大会常务委员会第16次会议通过，曾于2004年8月28日由第10届全国人大常委会第11次会议进行第一次修正，并于2013年6月29日由第12届全国人民代表大会常务委员会第3次会议进行第二次修正。2015年11月4日，新版《种子法》修订案于第12届全国人民代表大会常务委员会第17次会议表决通过，并由中华人民共和国主席习近平签署第三十五号中华人民共和国主席令将其公布，2016年1月1日起施行。2021年12月24日由第13届全国人民代表大会常务委员会第32次会议进行第三次修正。
现今的《种子法》共有10章92条。

## 相关
- 李慧娟
- 河南种子案